# سدلیشتی (ناحیه سویتاوی)
سدلیشتی (به چکی: Sedliště) یک منطقهٔ مسکونی در جمهوری چک است که در ناحیه سویتاوی واقع شده‌است. سدلیشتی ۳٫۶۹ کیلومتر مربع مساحت و ۲۵۱ نفر جمعیت دارد و ۳۲۸ متر بالاتر از سطح دریا واقع شده‌است.